# Marcel Meerenhout
Marcel Meerenhout est un coureur cycliste belge des années 1930.

## Palmarès
- 1934
  - Roubaix-Cassel-Roubaix[1],[2]
- 1936
  - Les 3 villes du beffroi (ou Gand-Wevelgem espoirs)[3],[4],[5],[6]